# Чаданський
Сільське поселення (сумон) Чаданський (тив.: Чадаана) входить до складу Дзун-Хемчицького кожууну Республіки Тива Російської Федерації.

## Населення
Населення сумона станом на 1 січня року
| Рік    | 2011 | 2012 | 2013 | 2014 | 2015 |
| ------ | ---- | ---- | ---- | ---- | ---- |
| Насел. | 1447 | 1456 | 1479 | 1493 |      |

## Пам'ятка архітектури
На околиці сумону (за 5 км) розташована пам'ятка архітектури — Чаданський верхній хурее — буддійський монастир